# Geddel Vieira Lima
Geddel Quadros Vieira Lima (Salvador de Bahía, 18 de marzo de 1959) es un empresario agropecuario y político brasileño. 
Afiliado al Partido del Movimiento Democrático Brasileño (PMDB), Geddel Vieira Lima fue acusado en 1984 de desviar fondos del Baneb (Banco del Estado de Bahía) y beneficiar a su familia. Diez años después, en 1994, ya diputado federal, fue implicado en el escándalo de los “enanos del Presupuesto”. Ha sido diputado federal en cinco legislaturas por el PMDB de Bahía, entre 1991 y 2007. Fue ministro de la Integración Nacional del gobierno Lula da Silva y también ministro del Gobierno de Michel Temer, del que dimitió por denuncias de corrupción de otro ministro, Marcelo Calero. Fue detenido el día 3 de julio de 2017, en la operación Greenfield.
Actualmente se encuentra en la cárcel.

## Biografía

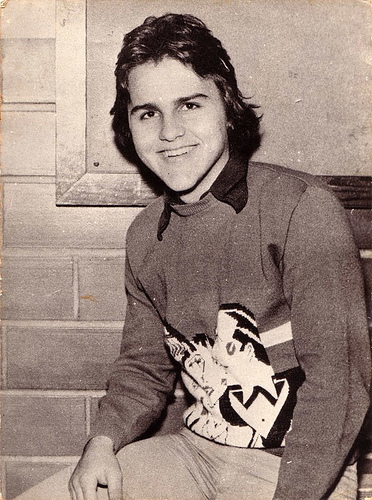
Imagen de Geddel Viera Lima cuando era adolescente.

Geddel Vieira Lima es hijo de Afrísio de Sousa Vieira Lima (m. 10 de outubro de 2016) y de Marluce Quadros Vieira Lima, de la familia Quadros. Su padre fue vereador de Itaquara (BA) entre 1963 y 1967, diputado estatal entre 1971 y 1975, diputado federal por Bahia entre 1975 y 1987 y secretario de Seguridad Pública del gobierno de Bahia en la etapa de Nilo Coelho (1987-1991).
Vieira Lima se graduó en Administración de Empresas por la Universidad de Brasilia en 1981, y comenzó en la actividad política siendo estudiante, como asesor parlamentario de la Cámara de Diputados, en la capital federal. Como administrador, ejerció la dirección de la correctora del Banco del Estado de Bahía (Baneb), entre 1983 a 1984. En este cargo, Geddel Vieira fue acusado de obtener rendimientos por encima de la media en aplicaciones bancarias. Pero en 1987, un informe del Banco Central desmentía irregularidades y proponía el archivo del expediente. El caso no llegó a la Justicia por falta de pruebas.>
Geddel Vieira Lima también fue asesor de la Casa Civil del Ayuntamiento de Salvador, entre 1988 y 1989; director de la Empresa Baiana de Aguas y Saneamiento (EMBASA), en 1989; y presidente en Bahía de la Empresa de Asistencia Técnica y Extensión Rural (EMATER) en 1990, año en que se afilió al PMDB y dio inicio a su carrera en la disputa por cargos electos.

## Actuación parlamentaria
Fue elegido diputado federal por Bahía para la legislatura 1991 a 1995, habiendo sido reelegido por cuatro veces más. En el Congreso, fue líder de la bancada de su partido. Fue también presidente de la Comisión de Finanzas y Aranceles, además de primer secretario de la Mesa de la Cámara de Diputados. En esta función, hizo de la Cámara la primera asamblea legislativa de Brasil en publicar sus cuentas en internet, en un sistema de transparencia que permitía el acceso a todos los gastos de los diputados, incluidos viajes y procesos de licitación.

### Caso "Anões do orçamento"
Geddel Vieira estuvo implicado en el escándalo conocido con el nombre de los "Enanos del presupuesto". El caso se destapó en 1993. Al parecer, los parlamentarios manipulaban enmiendas presupuestarias para la creación de entidades sociales fantasmas que permitían el desvío de presupuestos. La trama estaba liderada por el diputado baiano João Alves, que, según consta en el sumario, había ganado 56 veces en la lotería en 1993. Geddel Vieira tenía vínculos políticos con João Alves.
En 2001, el entonces presidente de Senado, Antônio Carlos Magalhães divulgó un vídeo titulado “Geddel va de compras”, sobre el supuesto enriquecimiento ilícito de Geddel y su familia y compraventa de votos.
En 2002, fue llamado por el expresidente Itamar Franco, entonces gobernador de Minas Gerais y que disputaría las previas del partido a la Presidencia, como consejero de gabinete.

### "Escândalo dos Grampos"
En 2002 fue víctima, junto con otros parlamentarios, del Escándalo de las Grapas, en el cual varias personalidades tuvieron sus celulares pinchados ilegalmente en una operación dirigida por el gobernador interino, Otto Alencar. En 2011, Geddel Vieira denunció a la Policía Federal que nuevamente había sido víctima de unpinchazo ordenado presuntamente por el entonces vicegobernador, Otto Alencar.

## Ministro de Integración Nacional
A pesar de haber sido crítico con el primer gobierno de Lula da Silva, en 2007 Geddel Vieira fue invitado a formar parte del Gobierno y dirigir el Ministerio de Integración Nacional durante el 2º mandato del presidente Da Silva. Geddel Vieira tomó posesión el 16 de marzo de 2007 y ocupó el cargo durante tres años, hasta el 30 de marzo de 2010, cuando se desvinculó para poder disputar las elecciones a gobernador de Bahía.
Como ministro, Vieira Lima aceleró obras de infraestructura paradas hace años, como los proyectos de riego Baixio de Irecê y Salitre, en Juazeiro, ambas en Bahía. En 2008 colaboró en la reelección de João Henrique Carneiro para el Ayuntamiento de Salvador.
En consonancia con un reportaje del periódico O Globo, una auditoría realizada por el Tribunal de Cuentas de la Unión (TCU) afirmaba que durante la gestión de Geddel Vieira Lima el frente del Ministro de Integración, el Estado de Bahía fue favorecido en los presupuestos destinados a acciones de prevención contra catástrofes. Entre 2004 y 2009, Bahía recibió R$133,2 millones, equivalente al 37,25% del total de recursos liberados en el período. Además, consiguió liberar casi R$ 255 millones para obras en 137 ciudades de Bahía, principalmente en el área de saneamiento y abastecimiento de agua.

## Elecciones 2010
Tras abandonar el cargo de ministro el 30 de marzo de 2010, Geddel Vieira lanzó su candidatura al Gobierno de Bahía. El PMDB apoyó la coalición "A Bahía Tem Pressa", que en estas elecciones quedó en 3º lugar, con más de un millón de votos (15,5 % de los votos válidos). Venció Jaques Wagner, del PT-BA. Tras el fracaso, fue nombrado vicepresidente de la Caixa Econômica Federal, cargo que ostentó entre 2011 y 2013. También en 2011, Lima favoreció una alianza con ACM Neto, nieto de su histórico rival político, contra el partido de Jaques Wagner en las elecciones municipales del año siguiente. ACM Neto venció con el 53,51% de los votos válidos, derrotando el candidato de Wagner, el petista Nelson Pelegrino.

## Elecciones 2014
Precandidato a gobierno del estado, Geddel decide apoyar la candidatura de Paulo Souto a gobernador, ocupando él la vacante de candidato al senado en la lista por la coalición "Unidos por Bahía". Perdió las elecciones frente a Otto Alencar. 
En 2016, como presidente del PMDB en Bahía, fue uno de los que se manifestaron por la ruptura del partido con el gobierno de Dilma Rousseff.

## Ministro-jefe de la Secretaría de Gobierno
En mayo de 2016, el entonces presidente interino Michel Temer invitó a Geddel Vieira al puesto de Ministro-jefe de la Secretaría de Gobierno, a fin de coordinar las relaciones del presidente con el Congreso, movimientos sociales y partidos, así como la gestión de crisis institucionales. En noviembre de 2016, Marcelo Calero, ministro de Cultura, declaró a la Policía Federal que habría sido presionado por Geddel Vieira, Michel Temer y otros miembros del gobierno para revisar una decisión del Iphan que negaba una licencia inmobiliaria en Bahía. Geddel negó la acusación, aunque el 25 de noviembre de 2016 dimitió de su cargo alegando desgaste familiar.

## Operaciones policiales

### Lava Jato
En 2016, mensajes incautados por la Operación Lava Jato revelaron que Geddel puede haber usado su influencia política para actuar en favor de intereses de la constructora OAS dentro de la Caja, en la Secretaría de Aviación Civil y junto al Ayuntamiento de Salvador. Geddel afirmó que no fueron cometidas "irregularidades".
En septiembre de 2017, el procurador general de Brasil denunció Geddel Vieira Lima por acciones ilícitas a cambio de sobornos.

### Cui Bono
En enero de 2017, fue blanco de operación de la Policía Federal bautizada de "Cui Bono". Según la PF, el nombre de la operación es una referencia a una expresión en latim que significa "a quien beneficia?”. La operación es un desdoblamiento de la Operación Catilinárias.
En 5 de septiembre de 2017, la PF por determinación judicial prendió en un apartamento en Salvador, ocho maletas y cuatro cajas de dinero. Según las investigaciones el dinero fuera desviado del fondo FI-FGTS. Durante las investigaciones, surgió la sospecha de que Geddel estaría escondiendo pruebas de actos ilícitos en el apartamento en el barrio de la Gracia, área noble de Salvador.

### Operación Greenfield

#### Prisión Preventiva
El día 3 de julio de 2017, Geddel Vieira Lima fue prendido por la Policía Federal en Bahía. La prisión ocurrió en carácter preventivo a partir de las delações del doleiro Lúcio Bolonia Funaro, del empresario Joesley Batista y del director jurídico del grupo J&F, Francisco de Assis y Silva, por supuestamente actuar para confundir las investigaciones.
En consonancia con nota del Ministerio Público Federal, el objetivo de Geddel sería evitar que el expresidente de la Cámara, Eduardo Cunha (PMDB), y el propio Lúcio Funaro firmen acuerdo de colaboración con el MPF. Para eso, el exministro habría actuado para asegurar que ambos recibieran ventajas indebidas, además de "monitorear" el comportamiento del delator.

## Condecoraciones
- 23.09.1997 - Orden del Mérito Aeronáutico – Grado de Grande Oficial Brasilia – DF
- 28.05.1998 - Orden de Río Blanco – Grado de Grande Oficial
- 11.08.1999 - Orden del Mérito Judicial del Trabajo – Grado de Grande Oficial – Brasilia – DF
- 30.03.2000 - Orden del Mérito Militar – Grado Comendador- Brasilia – DF
- 2001 - Orden Provincial del Mérito Renascença del Piauí – Grado Gran Maestro
- 17.05.2007 - Orden del Mérito Naval – Grado de Grande Oficial – Brasilia – DF
- 04.11.2008 - Comendador en el Grado de gran Canciller de la Orden de Cristo – OMEBE – Salvador – BA
- 2008 - Orden Municipal del Mérito – Feria de Santana – BA
- 2008 - Comendador de la Orden del Mérito Anhanguera – Gobierno del Estado de Goiás